# Gefecht bei Altenburg
Frühjahrsfeldzug 1813
Lüneburg – Möckern – Halle – Großgörschen – Gersdorf – Bautzen – Reichenbach – Nettelnburg – Haynau – Halberstadt – Luckau
Herbstfeldzug 1813

Großbeeren – Katzbach – Dresden – Hagelberg – Kulm – Dennewitz – Göhrde – Altenburg – Wittenberg – Wartenburg – Liebertwolkwitz – Leipzig – Torgau – Hanau – Hochheim – Danzig
Winterfeldzug 1814

Épinal – Colombey – Brienne – La Rothière – Champaubert – Montmirail – Château-Thierry – Vauchamps – Mormant – Montereau – Bar-sur-Aube – Soissons – Craonne – Laon – Reims – Arcis-sur-Aube – Fère-Champenoise – Saint-Dizier – Claye –  Paris
Sommerfeldzug von 1815

Quatre-Bras – Ligny – Waterloo – Wavre – Paris
Das Gefecht von Altenburg fand am 28. September 1813 während der Befreiungskriege bei Altenburg statt und endete mit einer französischen Niederlage.

## Vorgeschichte
Nach der Schlacht bei Kulm und der Vernichtung des 1. französischen Korps Vandamme am 30. August 1813 gab es innerhalb des Hauptquartiers der Böhmischen Armee verschiedene Ansichten über die Weiterführung des Krieges. Aufgrund des schlechten Zustandes der Armee fasste man schließlich keine weitläufigen Angriffsdispositionen, sondern entsandte verschiedene berittene Streifkorps nach Sachsen, um die rückwärtigen Verbindungen der französischen Armee im Kleinen Krieg zu schwächen.
Die fünf im September 1813 in Sachsen auftretenden gemischten Streifkorps der Verbündeten standen unter dem russischen General Thielmann mit 2200 Mann, dem österreichischen Oberst Emmanuel von Mensdorff-Pouilly mit 1000 Mann, dem Kosaken-Hetman Platow und den preußischen Majoren Colomb und Graf  Hermann von Pückler-Muskau. Die Tätigkeit der Streifkorps führte dazu, dass Versorgungswege der französischen Armee blockiert wurden, Kuriere nicht mehr an den Rhein gelangten und zahlreiche wichtige Meldungen in die Hände der Verbündeten fielen. Insbesondere die Straßen zwischen Erfurt und Leipzig wurden durch die Tätigkeit der Streifkorps als Verbindungswege nahezu unbenutzbar. Die Furcht, durch Streifkorps abgeschnitten zu werden, führte zu Kapitulationen der Etappengarnisonen von Freyburg, Naumburg und Merseburg. Die erheblichen Verluste veranlassten Napoleon am 11. September dem General Charles Lefebvre-Desnouettes den Befehl zu geben, dem Treiben der Streifkorps ein Ende zu setzen.
Daraufhin erhielt Mensdorff am 19. September den Befehl, sich mit Thielmann zu vereinigen. Auch die vier anderen Streifkorps stießen in den nächsten Tagen zu Thielmann.

## Verlauf
Am 28. September wurde die Truppe Lefebvre-Desnouettes, 6500 Reiter und 1500 Infanteristen mit sechs Geschützen, südlich von Altenburg in einem Gefecht von den vereinten Streifkorps, geführt von Thielmann und Platow, schwer geschlagen. Der französische Verlust betrug an die 1500 Gefangene, drei Standarten und fünf Geschütze.

## Folgen
Napoleon gruppierte darauf seine Truppen in Sachsen um, was die Tätigkeit der Streifkorps in Sachsen bis zum Einrücken der Hauptarmee stark behinderte.